# Терапевты (секта)
Терапе́вты (от др.-греч. θεραπευτής — «врачеватель; почитатель, поклонник; <священно-> служитель») — иудейская аскетическая секта, члены которой предположительно поселились у берегов Мареотидского озера близ Александрии (Египет) в I веке н. э.

## Происхождение
Согласно библейскому словарю Меня:

Единственное описание общины терапевтов сохранилось в трактате Филона Александрийского «О жизни созерцательной». …В XIX веке многие историки считали, что сведения о терапевтах, приведённые Филоном Александрийским, — не более чем литературный вымысел. Но открытия в Кумране косвенно подтвердили историческую достоверность сообщений Филона Александрийского.

Апокрифическое «Завещание Иова» может быть текстом терапевтов.
Филон Александрийский писал, в частности:

…Их ведь называют терапевтами… может быть потому, что они предлагают искусство врачевания более сильное, чем в городах, поскольку там оно излечивает только тела, их же (искусство) — ду́ши, поражённые тяжёлыми и трудноизлечимыми недугами, ду́ши, которыми овладели наслаждения, желания, печали, страх, жадность, безрассудство, несправедливость и бесконечное множество других страстей и пороков…